# 德拉戈斯拉夫·希利亚克
德拉戈斯拉夫·希利亚克（羅馬化：Dragoslav Šiljak，1933年9月10日—），圣克拉拉大学电气工程名誉教授，曾担任本杰明和梅斯威格大学教授。他以开发用于控制以大规模、信息结构约束和不确定性为特征的复杂动态系统的数学理论和方法而闻名。

## 人物生平
希利亚克于1933年9月10日出生在塞尔维亚的贝尔格莱德。他在1940年秋季开始上小学，享受了几个月的学校生活，突然，在1941年春季的一个早晨，一连串的炸弹吞噬了他家居住的公寓房；第二次世界大战来到了塞尔维亚，特别是贝尔格莱德，带来了愤怒和破坏。在接下来的四年里，他和他的家人的生命将处于危险之中。饥饿、冬天没有暖气的极度寒冷以及对贝尔格莱德的持续轰炸，使得人们对生命的恐惧始终存在。为了生存，一家人会从城市逃到农村，与亲戚一起生活和工作，但却发现自己身处在塞尔维亚中心地带肆虐的游击战争之中。城市里的学校都关闭了，他唯一能得到的教育是在农村地区的学校，在短暂的和平时期，学校很少开放。
战争结束后，生活开始稳步改善，学校开放，希利亚克回到了学校。他进入贝尔格莱德大学学习电气工程，喜欢数学，在数学课程中获得了最高成绩。在大四时，他选修了一门令人兴奋的自动控制理论课程，该课程由杜桑·米特罗维奇教授教授。从那时起，他的专业兴趣就注定了他的一生。
希利亚克于1957年开始做研究，当时他在贝尔格莱德大学电气工程系米特罗维奇教授的指导下做学士论文。论文的主题是采样数据系统参数空间中的控制器设计。他应用米特罗维奇的方法获得了控制器参数空间的稳定区域，并在1961年发表了他的第一篇IEEE Transactions论文，该论文是基于他的硕士论文，关于有时间延迟的采样数据系统的控制。他继续这一研究方向，将Mitrovic的方法与Neimark的D分解法相融合，并在IEEE Transactions上连续发表了三篇关于参数空间内连续、采样数据和非线性系统控制的论文。这项工作的一个有趣的创新是将切比雪夫多项式引入到参数空间稳定区域的计算中。同样有趣的是希利亚克对D分解中的阴影规则的证明，这对确定参数空间中特征方程的根分布至关重要。希利亚克对控制系统参数空间设计的贡献，作为他1963年博士论文的主要部分，由于他的导师米特罗维奇教授在1961年不幸去世，他没有亲眼目睹。1963年，希利亚克被提升为讲师。晋升后不久，他接受了G. J. Thaler的邀请，访问圣克拉拉大学，并于1964年前往美国。
到达圣克拉拉大学后，希利亚克立即开始建立一个以参数空间方法为中心的控制系统设计的研究基地。他与塞勒在共同的研究兴趣方面进行了交流，1965年他们获得了美国宇航局埃姆斯研究中心的研究资助，以发展参数空间方法。这一研究活动吸引了NASA马歇尔空间中心的S.M. Seltzer的注意，希利亚克的参数空间方法被用于航天器的控制设计，特别是将人类带到月球的大型助推器土星五号。NASA继续支持希利亚克与Thaler和Seltzer的联合工作，直到1970年代，这使得参数空间设计与基于根轨迹、波特图、奈奎斯特图和尼柯尔斯图的经典设计有了许多改进。

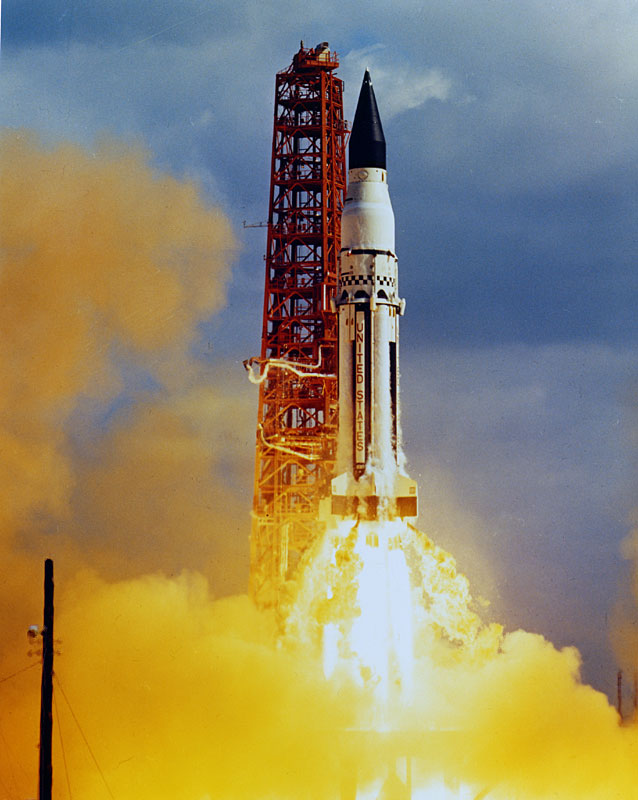
土星五号。希利亚克参与设计了其助推器的导航与控制系统。

## 奖项
理查德-E-贝尔曼控制遗产奖——2010年，他获得了美国自动控制委员会颁发的理查德-E-贝尔曼控制遗产奖，以表彰他在大规模系统理论、分散控制和鲁棒稳定性的参数化方法方面的根本贡献。该奖是为了表彰对自动控制理论或应用的杰出职业贡献，它是对美国控制系统工程师和科学家专业成就的最高认可。
IEEE终身研究员——1981年，他成为电气和电子工程师协会（IEEE）的终身研究员，"以表彰对非线性控制和大规模系统理论的贡献"。

## 运动生涯
希利亚克也是塞尔维亚男子水球运动员。14岁时，他开始在当地俱乐部参加游泳和水球比赛，几乎每天都要兼顾学习和练习。高三时，18岁的他进入南斯拉夫国家队，参加1952年夏季奥林匹克运动会水球比赛，获得一枚银牌。1953年，他再次进入国家队，并于1953年在荷兰的奈梅亨赢得了世界杯。他还与南斯拉夫奥林匹克队参加1960年罗马奥运会，但获得了令人失望的第四名。